# Xirivella
Xirivella è un comune spagnolo di 26.710 abitanti situato nella comunità autonoma Valenciana.